# Deannie Yip
Deannie Yip, także Deanie Ip, właściwie Ip Tak Han (chiń. trad. 葉德嫻; pinyin Yè Déxián; jyutping jip6 dak1 haan4; ur. 25 grudnia 1947) – hongkońska aktorka i piosenkarka.

## Filmografia
- 1978: Jing wang shuang xiong jako Żona Micka Keia
- 1981: Ai sha
- 1985: Ji yung saam bo jako Anna
- 1992: Jue dai shuang jiao jako Sissy To
- 1999: Ban siu haai jako Pani Fat
- 2011: Proste życie jako Cheung Chun-tao / Ah Tao

## Nagrody
Za rolę w filmie Proste życie (2011) w reżyserii Ann Hui została uhonorowana Pucharem Volpiego dla najlepszej aktorki na 68. MFF w Wenecji.